# Matej Siva
Matej Siva (* 10. října 1984, Martin) je slovenský fotbalový obránce či záložník, od února 2015 působící v TJ Iskra Borčice. Mimo Slovensko hrál v ČR.

## Klubová kariéra
Svoji fotbalovou kariéru začal v MŠK Fomat Martin, odkud v průběhu mládeže zamířil v roce 2001 do ŠKF ZŤS VTJ Martin. O 2 roky později zamířil do Veľkého Lapáše. V roce 2005 podepsal Ružomberok. V zimním přestupovém období ročníku 2009/10 zamířil do českého klubu FK Teplice, který se pro něj stal prvním zahraničním angažmá. V průběhu sezony 2012/13 se vrátil na Slovensko, konkrétně do Spartaku Myjava. V červenci 2014 přestoupil do Spartaku Trnavy. S Trnavou se představil v Evropské lize UEFA 2014/15. V únoru 2015 odešel na hostování do TJ Iskra Borčice. S týmem po půl roce postoupil do 2. ligy.